# Zámecká kaple v Lubínu
Zámecká kaple v Lubínu se nachází v ulici Mikolaja Pruzi, na Zámeckém kopci. Je jediným zachovaným prvkem středověkých zámeckých budov (původně se nacházela u strážní brány na zámeckém nádvoří).

## Historie
Letopočet v tympanonu – rok 1349 – ukazuje dobu výstavby. Ve 14. století kaple měla tři oltáře. Zničená během třicetileté války, obnovená v 18. století zase chátrala. Na začátku 19. století, až do roku 1908 sloužila katolíkům, a potom fungovala jako diecézní knihovna. V roce 1945 byla vypálena. Po válce budova bez střechy začala zase chátrat. Na konci 70. let 20. století proběhla renovace. Původně kaple byla spravována městskou kulturní institucí BWA (Biuro Wystaw Artystycznych) v Lehnici. Přizpůsobená pro Zámeckou Galerii po další renovaci v roce 1990. Následně v letech 2005–2009 proběhly další renovační práce.

## Architektura
Svatyně (rozměry podle schéma 13,5 × 8,1 m, tloušťka hradeb 1,2 m) asi neměla kněžiště. Budova měla plochou střechu a vstup ze severní strany. Renovace, která proběhla v době baroka obohatila budovu o dvě přístavby na jižní stráně. Přidáno i velká okna, na celek byla nanesena omítka a vysoká sedlová střecha.
Nejcennější části je tympanon severního portálu, který pochází z roku 1349 a ukazuje Ježíše Krista, svatou Hedviku a svatou Marie Magdalenu. Reliéf se skládá s tří částí a přestavuje adorace. Uprostřed je Ježíš, podle středověkého pojetí jsou další postavy méně důležité, a proto je umělec zobrazil trochu menší. Ještě menší jsou sochy klečící níže: kníže Ludvík (jehož patronem je prababička Hedvika) a naproti je jeho manželka Anežka Hlohovská.
V archivoltě tympanonu je umístěn latinský nápis o založení, který v překladu zní: Léta Páně 1349 tuto kapli založil kníže Ludvík, lehnický pan na slavnost Těla a Krve našeho Pána Ježíše Krista a Hedviky a Magdalény. Vrchol tympanonu zdobí symbol Ducha svatého. Vnější část archivolty je obsazena kraby a docela zničená. Archivolta je spojená klíčem s Ježíšovou hlavou.

## Galerie

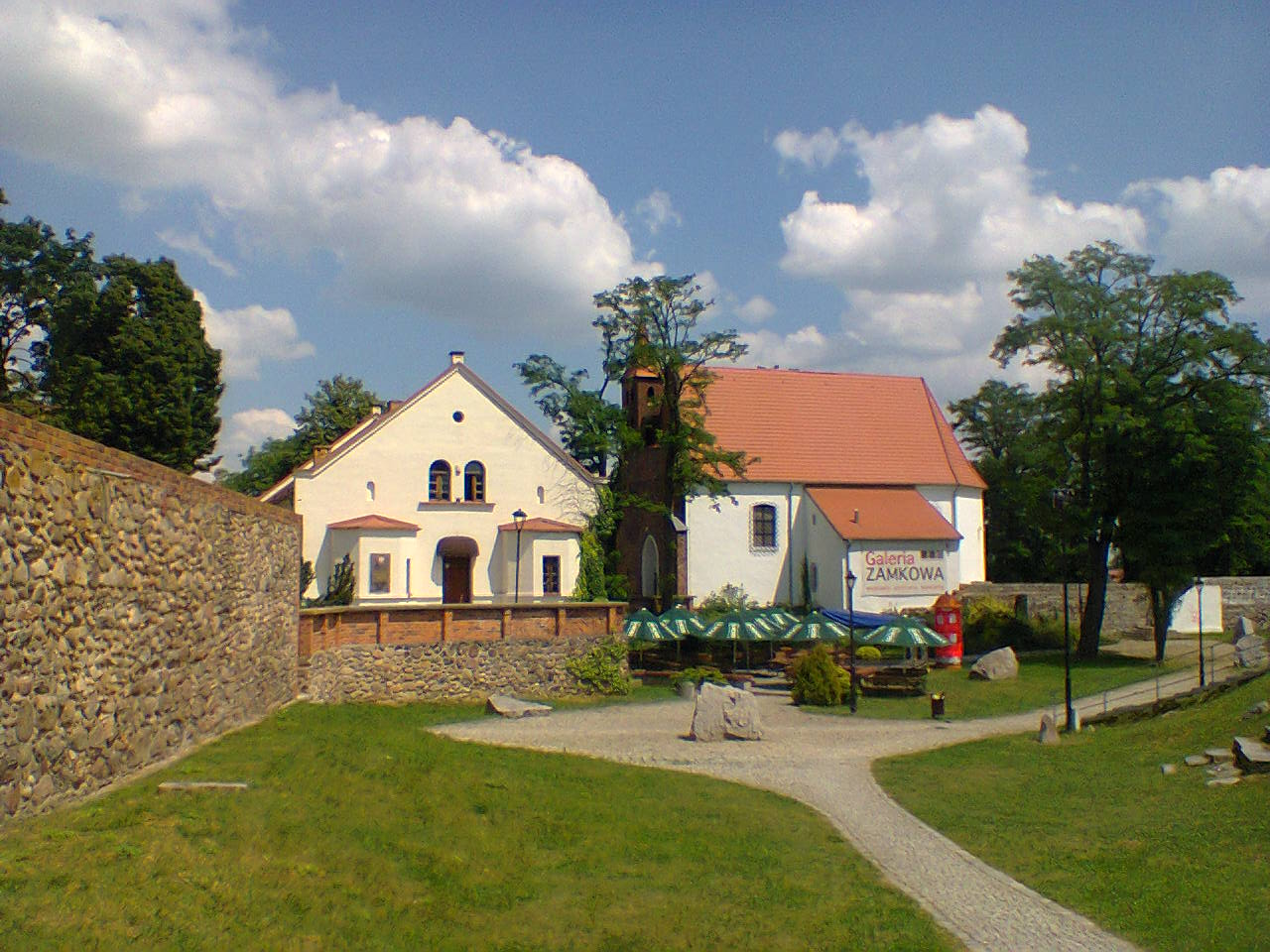
Galerie „Hedvika“ a Zámecká kaple
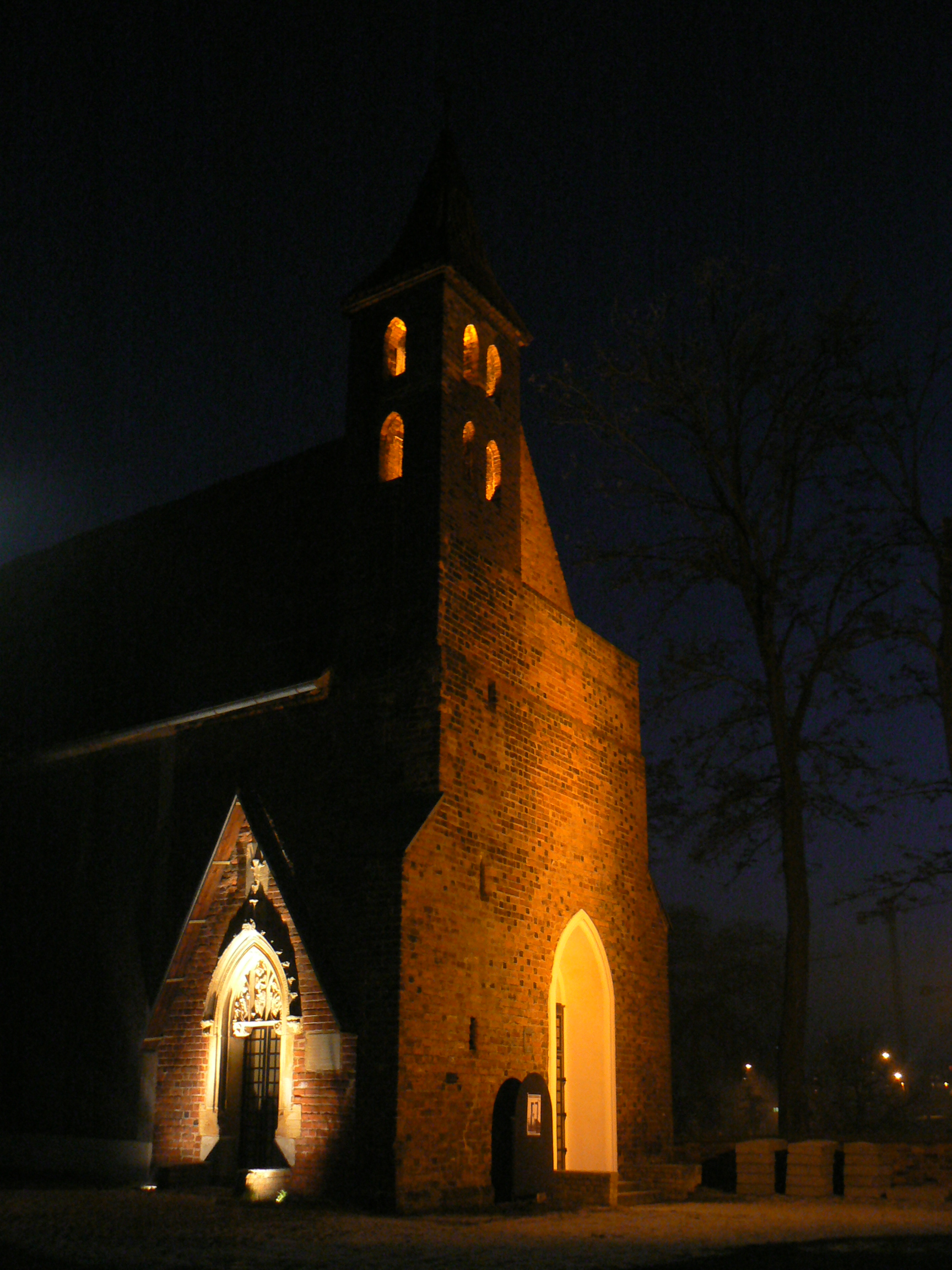
Osvětlení kaple
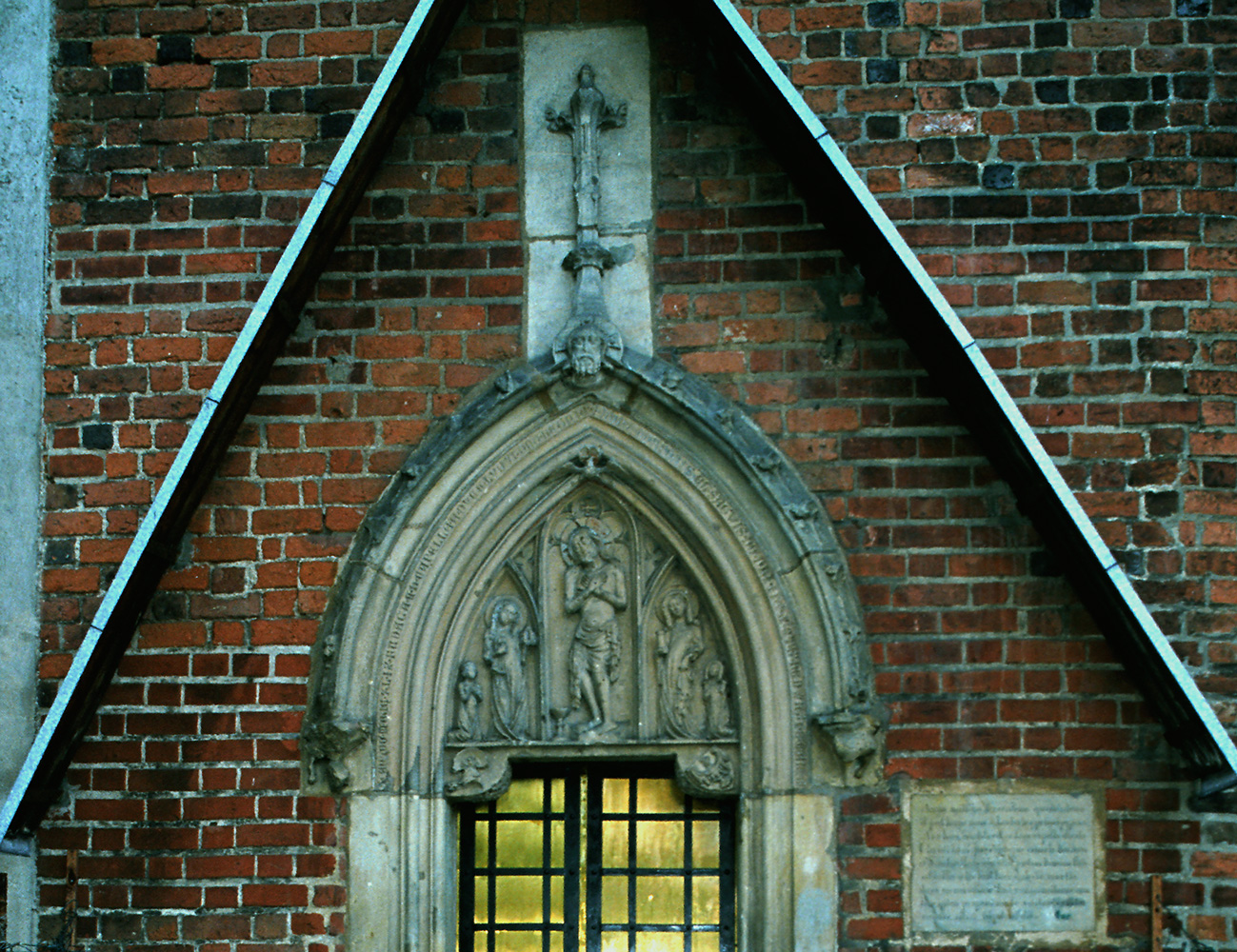
Tympanon nad severním portálem